# Bert Willborg
Jan Robert Willborg, känd som Bert Willborg, född 5 december 1957 i Danderyd, död 30 maj 2011, var en svensk journalist och publicist.

## Biografi
Efter Journalisthögskolan i Stockholm var Bert Willborg journalist på Aftonbladet, bland annat tidningens USA-korrespondent. Därefter var han verksam vid tidningen Z, vilket var inledningen på en karriär med olika positioner inom Kinneviks mediedivision, sedermera MTG. Han blev informationschef för TV3 och befordrades senare till informationsdirektör för MTG.